# Giżycko (gromada)
Giżycko (do 31 XII 1957 Gajewo) – dawna gromada, czyli najmniejsza jednostka podziału terytorialnego Polskiej Rzeczypospolitej Ludowej w latach 1954–1972.
Gromady, z gromadzkimi radami narodowymi (GRN) jako organami władzy najniższego stopnia na wsi, funkcjonowały od reformy reorganizującej administrację wiejską przeprowadzonej jesienią 1954 do momentu ich zniesienia z dniem 1 stycznia 1973, tym samym wypierając organizację gminną w latach 1954–1972.
Gromadę Giżycko z siedzibą GRN w mieście Giżycku (nie wchodzącym w jej skład) utworzono 1 stycznia 1958 w powiecie giżyckim w woj. olsztyńskim w związku z przeniesieniem siedziby GRN gromady Gajewo z Gajewa do Giżycka i zmianą nazwy jednostki na gromada Giżycko; równocześnie do nowo utworzonej gromady Giżycko włączono obszar zniesionej gromady Sulimy w tymże powiecie.
31 grudnia 1961 do gromady Giżycko włączono obszar zniesionej gromady Kamionki w tymże powiecie.
31 grudnia 1967 z gromady Giżycko  wyłączono część obszaru PGR Upałty (81 ha), włączając ją do gromady Upałty, oraz część obszaru PGR Kalinowo (156 ha) i część obszaru wsi Sterławki Wielkie (3 ha), włączając je do gromady Wilkasy – w tymże powiecie; do gromady Giżycko włączono natomiast część obszaru PGR Bystry (402 ha) z gromady Upałty, oraz trzy części obszaru PGL nadleśnictwo Kętrzyn (13 + 3 + 2 ha) z gromady Wilkasy – w tymże powiecie.
22 grudnia 1971 do gromady Giżycko włączono miejscowości Grajewo, Kąp, Kruklin, Upałty, Upałty Małe i Upałty Średnie ze zniesionej gromady Upałty w tymże powiecie.
Gromada przetrwała do końca 1972 roku, czyli do kolejnej reformy gminnej. 1 stycznia 1973 w powiecie giżyckim reaktywowano zniesioną w 1954 roku gminę Giżycko.